# Взятие Батурина
Взятие Бату́рина, также Бату́ринская трагедия (укр. Бату́ринська трагедія) — эпизод Северной войны (1700—1721), в ходе которого войска Петра I захватили и разрушили 2 (13) ноября 1708 года столицу гетмана Мазепы — город Батурин, и были убиты по разным оценкам, от 9 до 15 тыс. мирных жителей и защитников Батурина.

## Предшествующие события
В результате Восстания Хмельницкого и Переяславской рады 1654 года, последовавшей за ней русско-польской войны 1654—1667 и Андрусовского перемирия 1667 года территории, лежащие восточнее Днепра (левобережная Украина), отошли к Русскому царству, а лежащие западнее (правобережная Украина) — к Польской Короне в составе Речи Посполитой. Условия перемирия были подтверждены Вечным миром 1686 года .
В 1687 году гетманом Левобережной Украины стал Иван Мазепа. В начальный период своего правления Мазепа хранил верность России, однако во время Северной войны (1700—1721) заключил тайный договор со шведским королём Карлом XII и королём Польши Станиславом Лещинским.
Переговоры Мазепы с Карлом XII начались задолго до поворота шведских войск в Гетманщину. Мазепа обещал Карлу зимовку в Батурине, служившем резиденцией гетмана. В городе было в достатке припасов, артиллерии, имелся хорошо подготовленный и преданный Мазепе гарнизон, которым руководил полковник Дмитрий Чечель. Все запасы Мазепа намеревался передать шведскому королю, что значительно усилило бы армию последнего.

## Взятие Батурина
Ещё до подхода Меншикова сердюки (наёмники, находившиеся на службе гетмана) по приказу Чечеля силой согнали многих жителей Батурина в крепость и подожгли предместья. Подойдя к Батурину, Меншиков примерно с неделю вёл переговоры с гарнизоном. Ввиду близкого подхода шведских войск, 2 числа князь решил штурмовать крепость. Штурм занял лишь два часа, поскольку ожесточённое сопротивление оказали лишь сердюки, тогда как большинство казаков во главе с прилуцким полковником Иваном Носом предпочли сложить оружие.
После взятия крепости часть защитников Батурина была подвергнута казни. Как следует из поздних писем самого Петра I, эта участь постигла «заводчиков», то есть зачинщиков бунта. Относительно самого города Пётр писал Меншикову, что если есть возможность не допустить его захвата шведами, то это следует сделать, в противном случае замок со всеми припасами нужно сжечь, а пушки вывезти, так как «когда в таком слабом городе такую артиллерию оставить, то шведы также легко могут взять, как и мы взяли». Поскольку у Меншикова не было времени на реставрацию ветхих укреплений и строительство новых, он предал крепость огню, после чего царские полки отступили.
22 декабря 1708 года избранный казаками вместо Мазепы новый гетман Иван Скоропадский выдал батуринскому атаману Данилу Харевскому универсал, разрешавший жителям Батурина вновь селиться на старых местах.

## Исторические версии событий в Батурине. Вопрос о резне мирного населения
Сообщения о массовой резне были позже повторены в антимосковском памфлете «История русов», а оттуда переняты многими историками XIX века.
У Костомарова читаем:

30 октября приехал в Погребки Меншиков, и тогда состоялся военный совет, положивший взять Батурин и, в случае сопротивления, истребить его как главный притон силы, неприязненной царю Малороссии… В 6 часов другого утра Меншиков сделал приступ и приказал истреблять в замке всех без различия, не исключая и младенцев, но оставлять в живых начальников, для предания их казни. Всё имущество батуринцев отдавалось заранее солдатам, только орудия должны были сделаться казённым достоянием. В продолжение двух часов всё было окончено: гетманский дворец, службы и дворы старшин — всё было превращено в пепел. Всё живое было истреблено… Впрочем, многие успели уйти заранее и остаться целыми. Это видно из того, что впоследствии возвращались в Батурин многие обыватели на свои места… Общие свидетельства единогласно говорят, что над жителями Батурина совершено было самое варварское истребление. Сам Меншиков не писал о том к царю, предоставляя сообщить ему обо всем изустно.

У Бантыш-Каменского:

Ноября 3 взошёл он [Меншиков] на городской вал со шпагою в руке и предал острию меча всех тамошних жителей, не исключая младенцев. Кенигсек умер от полученных им ран; Чечель взят в плен, малая часть гарнизона спаслась бегством; прекрасный, по польскому обычаю украшенный, дворец Мазепы, тридцать мельниц, хлебные магазины, изготовленные для неприятеля, были тогда обращены в пепел; все оставленное им в Батурине имущество и сорок пушек, кроме мортир, достались победителям.

У Николая Маркевича:

Сердюки были частью вырезаны, частью связаны в одну толпу верёвками. Мстя за вчерашнее, Меншиков поручил палачам казнить их разнообразными казнями; войско, везде и всегда готовое к грабежу, рассеялось по домам обывательским, и, не разбирая невинных от виновных, истребило мирных граждан, не пощадило ни жен, ни детей. "Самая обыкновенная смерть была живых четвертовать, колесовать и на кол сажать; а дальше выдуманы были новые роды мучений, самое воображение в ужас приводящие. Так объясняется наш летописец [автор «Истории Русов»]; кончилось тем, что весь город, все публичные здания, храмы, присудственные места, архивы, арсеналы, магазины были зажжены со всех сторон; тела избиенных были брошены по площадям и по улицам; спеша отступлением, Меншиков покинул их для псов и для птиц,— «и не бе погребаяй». Обременённый бесчисленными богатствами, сокровищами народными и городскими, взяв в Батурине триста пятнадцать пушек, Полководец выступил из развалин. Везде на пути он обращал селы в пустыни и «Малороссия долго курилась после пожиравшего её пламени». Петр не мог ускромить свои войска; он даже не знал о происходящем.

У Ригельмана:

…Царь учинил военный совет, на котором положено, чтоб князю Меншикову с частию войска идти доставать Батурин. Но напред бы послать в оный к сдаче их уговаривать, а в противном случае всех изменников не щадить, кроме старшин, для учинения им публично правильного наказания, с чем Меншиков и отправился[…] В утренний же наступивший день, то есть, 2 числа ноября, князь Меншиков сделал на город приступ, и оный коль скоро нашёл от изменников себе жестокое супротивление, и что они столь ожесточились, то повелел тотчас штурмовать, с тем, чтоб не щадить ни одного человека, кроме начальников их и двух полковников сердюцких, буде можно, яко главных в крепости оной бунтовщиков и изменников, представить к нему для доставления государю, к учинению им достойной казни, а прочее всё, исключая орудия, предать в добычу солдатам, что в самое короткое время и исполнено: город одержан, люди все мечу преданы, как в крепости, так и в предместье, без остатку, не щадя ниже младенцев, не только старых.

У Петра Симоновского:

По измѣнѣ Мазепы согласники его, уповая на помощь Шведскую, кои стояли тогда вмѣстѣ съ Мазепою въ Ромнахъ, въ городѣ Батуринѣ заперлись было, гдѣ, между протчими, были: Сердюцкій Полковникъ, Чечель, да Генеральной артилеріи Асаулъ, Нѣмчинъ, Фридрикъ Кенигсекъ, коихъ Князь Менщиковъ осадилъ тотчасъ, городъ взялъ и оные, какъ измѣнники, казнены смертію. При взятіи онаго города много невинныхъ людей, не токмо совершеннаго возраста, но и самыхъ малолѣтнихъ, погибло, а притомъ и церквы Божіи самими единовѣрными, по ярости войска, не были ощажены и оставлены впустѣ.

У Александра Лазаревского:

Современникъ свидѣтельствуетъ, что Мазепа защиту Батурина противъ русскихъ войскъ поручилъ тремъ лицамъ: сердюцкому полковнику Дмитрію Чечелю, начальнику батуринской артиллеріи Фридриху Кенигсену и батуринскому сотнику Дмитрію Нестеренку. Ровно черезъ недѣлю послѣ ухода Мазепы изъ Батурина, къ послѣднему подступило русское войско, предводимое Меншиковымъ; перваго ноября у Меншикова съ батуринцами шли переговоры: онъ требовалъ добровольной сдачи города, а послѣдніе отказывали; въ ночь на второе ноября Меншиковъ вступилъ въ Батуринъ, благодаря одному изъ старшинъ прилуцкаго полка Ивану Носу, который указалъ мѣсто, чрезъ которое безпрепятственно можно было проникнуть въ крѣпость. Такимъ образомъ Батуринъ былъ взятъ безъ всякихъ усилій; но за отказъ въ добровольной сдачѣ, городъ былъ сожжёнъ и разорёнъ, а жители его разбѣжались, при чёмъ нѣкоторые изъ нихъ взяты были «въ полонъ на Москву». Защитники Батурина тоже бѣжали, но были пойманы и казнены.

У французского историка Жана-Бенуа Шерера:

Отступничество Мазепы поломало все намерения царя. Был созван военный совет и, чтобы как можно быстрее предотвратить пагубные последствия этого события, был отдан приказ Меншикову, который ещё не успел отдохнуть после боя при Лезно [Лесной], взять важный город Батурин. Мазепа, узнав об этом плане, делал все возможное и невозможное, чтоб убедить шведского короля опередить Меншикова и защитить Батурин, город, хорошо обеспеченный военным снаряжением и провизией, всем, что необходимо для успешной борьбы. Но король, развлекаясь захватом незначительных городков, оставил Меншикову время для осуществления его намерений. Меншиков ворвался в Батурин и жестоко расправился со всеми, кого успел схватить. Многие были повешены, и между ними прусский шляхтич Кенигсек, командир гетманской артиллерии. Других распяли на досках, бросили на волю волн, и они погибли в Днепре. Повесили чучело Мазепы. Вся артиллерия, которая насчитывала более сотни пушек, попала в руки русских.[…]Эта успешная операция была безоговорочно одобрена царём. Он был так доволен, что даже хотел отдать город Батурин самому Меншикову и его потомкам как потомственному гетману.
[…]
…В конце года, когда Мазепа открыто перешёл к шведскому королю Карлу XII, царь уже не мог сомневаться в измене гетмана и приказал Меншикову отправиться с большим отрядом на Батурин. В этом укреплённом городе хранились все продовольственные запасы, которые Мазепа собрал для шведского короля. Русский генерал понимал, как важно быстро захватить этот город, избежав продолжительной осады по всем правилам. Итак, он замыслил смелый штурм, который увенчался большим успехом: город был взят и отдан на разграбление. То, что солдаты не могли взять с собой, стало добычей огня, который сожрал даже часть города. Фортификации были уничтожены до основания, а жители города погибли, подверженные самой жестокой пытке: одних посадил на кол, других повесили или четвертовали. Были придуманы и новые муки, одна мысль о которых наводит ужас. Недоверие и упрямство Карла XII многое значили в потере этого важного города: вместо того, чтоб поспешить ему на помощь, как требовал Мазепа, король развлекался зимой в Ромнах, а в начале следующего года был только в Гадяче.

В то же время, по мнению историка Александра Оглоблина, книга Шерера, вышедшая в 1788 г. в Париже, инспирирована Г. А. Полетикой и членами его кружка, содержит искажения исторических фактов. По мнению историка Оглоблина, Полетика не только снабдил Шерера материалами, но и впоследствии, через своих заграничных агентов, предоставлял ему новые сведения.
Современный исследователь Сергей Павленко даёт такое описание: «Расправившись с казаками и сердюками, стрельцы, драгуны с ненавистью набросились на беззащитных и безоружных стариков, женщин и детей — рубили головы, кололи груди. Мольба о пощаде не помогала».
Все источники сходятся в том, что разорение было, крепость сгорела, город был разорён и разграблен, многие защитники убиты. Никто не берётся отрицать наличие жертв среди мирного населения. Вопрос в их масштабах. Точных данных нет, но, по некоторым сведениям, уцелевшие жители Батурина в немалом количестве после боёв, пожаров и грабежей в страхе разбежались или были изгнаны из города. Так, уже 22 декабря 1708 года избранный вместо Мазепы новый гетман Иван Скоропадский выдал батуринскому атаману Данилу Харевскому универсал, разрешавший жителям Батурина вновь селиться на старых местах (то есть — было кому селиться, но без разрешения селиться не могли).
Численность населения Батурина в 1708 году доподлинно установить невозможно. Сохранились лишь данные переписи 1654 и 1666 годов; в первом случае насчитали 360 казацких и 275 мещанских (всего 635) дворов, во втором — 365 мещанских (казацкие дворы не учитывались), причём указано, что в них проживает «детей и братви и племянников шестьсот семдесят девять человек». При этом в 1655 году, то есть в перерыве между переписями, случился пожар, уничтоживший почти весь город. Значительно способствовали увеличению населения перенесение Демьяном Многогрешным в Батурин гетманской резиденции, которое произошло в 1669 году (по Сергею Павленко, гетманская канцелярия и администрация прибавили Батурину как минимум 200—300 дворов), и три крупные ярмарки, ежегодно проводимые в городе. Пользуясь этими и некоторыми другими данными, вышеупомянутый Павленко на основании математических расчётов делает вывод, что Батурин на начало XVIII века имел до 1000—1100 дворов. Историк Игорь Сытый пишет, что в среднем по Гетманщине в одном дворе проживало 1,1 — 2,6 семей. По подсчётам историка Венедикта Мякотина, в одном дворе в те времена насчитывалось в среднем 7-8 человек.
В уже процитированном «Историческом очерке Батурина» (1892) Лазаревского представлена опись 1723 года, включающая 630 дворов прежних и новых батуринских жителей и опись города 1726 года, по которой «всѣхъ около 560 дворовъ», по выражению Лазаревского. Расхождение исследователь объясняет тем, что в опись 1723 года были включены жители близлежащих сел, не относящихся к Батурину. Проанализировав эти описи, Сергей Павленко пришёл к выводу, что в 1726 году в Батурине проживало 411 уцелевших после 1708 года семей. Для 1723 года он приводит цифру не в 630, а в 647 дворов.
Опись 1723 года гласит: «А по вышеобявленным ревизским книгам в том городе Батурине і в селах і в хуторах и около мелниц сколко во дворе людей торговых и ремесленных и пашенных и казаков и тамошние ль прежние жители іли отколь пришлые поселились давноль и по какому указу и сколко імеетца мелниц имянно ненаписано». Дополнительные трудности для исследователей представляет тот факт, что архивы Батурина горели дважды — в пожарах ноября 1708 и апреля 1723 годов. Оригинал ревизии 1723 года не сохранился. Её данные приведены в документе Малороссийской коллегии, составленном 24.12.1725 на основе ревизских книг Нежинского полка.
Опись, сделанная 2 января 1726 года, восполняет этот пробел: в ней содержится поимённый перечень лиц, которые содержат свои дворы в Батурине, с указанием на то, местные они или приезжие. Опись гласит, что прежние батуринские жители расселились по слободам Подзамковой, Горбановской, Гончаровской, а некоторые поселились и в самом Батурине — в домах, уцелевших от разорения. Всего в Батурине и близлежащих сёлах, согласно этой описи, насчитывается 526 дворов. 82 из них принадлежат мельникам села Матеевка, расположенного на другом берегу Сейма. 8 дворов числятся незаселёнными; ещё 8 — «дворы приездные владелческие», где проживали разные люди с разрешения хозяев. Относительно 17 лиц есть указания на то, что они приезжие. Таким образом, в 1726 году в Батурине насчитывалось 411 дворов прежних жителей.
Что же касается сердюков, то Афанасий Шафонский в своём труде «Черниговского наместничества топографское описание с кратким географическим и историческим описанием Малой России» пишет, что по взятии и разорении Батурина они были истреблены. Впрочем, сердюк Корней Семененко, которого допрашивали 11 декабря 1708 года в Посольской походной канцелярии, показал: «По приказу де изменника Мазепы велено их сердюцким четырём полкам, а именно: Покотилову, Денисову, Максимову и Чечелеву, у которого наказным сотником Герасим (в тех де четырёх полках сердюков, чает он, что и трехсот человек не будет), стоять в Гадячю с шведами». О том, что части сердюков удалось вырваться из Батурина, писал в своём дневнике и сопровождавший Карла XII шведский дипломат Йосиас Цедергельм, как передаёт историк Александр Оглоблин.
Разорение Батурина обрекло войско шведов на тяжёлые осенне-зимние переходы и значительно его ослабило. По свидетельству уже упоминавшегося Жан-Бенуа Шерера, этот удар стал роковым источником несчастий для шведского короля. Он утверждает, что голод и холод терзали армию, и только за одну страшную зимнюю ночь мороз убил более трёх тысяч солдат. По всей видимости, следует отнестись к последнему числу как к очередному проявлению традиционной французской эмоциональности в описании исторических событий. Тем не менее, понадеявшись на обещанную Мазепой широкую поддержку и удобную зимовку, Карл XII совершил фатальную ошибку, стоившую ему армии. Некоторые исследователи полагают, что и исход Полтавской битвы был во многом предрешён наличием бо́льшего количества пушек у русских войск. Артиллерия и боеприпасы из Батурина не достались Карлу, и в сражении он мог использовать только 4 трёхфунтовые пушки для подачи сигналов. Со стороны Петра в битве в боевом порядке находилось 68 полковых орудий, в том числе 13 конных.
Помимо собственно военного, взятие Батурина оказало значительное моральное влияние на позицию местного населения относительно войны. Так, Александр Оглоблин передаёт следующую запись шведского участника похода 1708—1709 гг. полковника графа Илленштиерны: «Мучения, которые здесь [в Батурине] были устроены, навели такой террор на целую страну, что не только большая часть страны, а в том числе и те, которые из расположения у шведам решились было на восстание, остались в своих домах, но и преимущественная часть войска, пришедшего к шведам с Мазепой, перешла к врагу, а это вызвало у нас крупные недостачи и препятствия во всех наших позднейших акциях»; английский посол Чарльз Уитворт впоследствии также полагал, что страх, вызванный событиями в Батурине, стал причиной неучастия населения Гетманщины в войне против России.
Сам Пётр продуктивно использовал впечатление от батуринских событий, указывая в письмах комендантам украинских крепостей: «А естли же кто дерзнет сему нашему в(еликого) г(осударя) указу учинить непослушание и тех наших Великоросийских людей впустить в замок не похощет, и с теми учинено будет по тому ж, как и в Батурине с седящими, которые было ослушали нашего ц(арского) в(еличества) указу, в Батуринской замок наших Великоросийских войск не впускали, но взяты от наших войск приступом; и которые противились побиты, (а за)водчиком из них учинена смертная казнь».
8 декабря 1708 года новый гетман Иван Скоропадский издал универсал, где признавал, что при штурме замка было убито значительное количество находившихся в нём, но добавлял: «Однако же, що о жёнах и детях, о гвалтованю панен и о ином, що написано во изменничьем универсале, то самая есть неправда… Не тылко тые не имеючие в руках оружия, але большая часть з сердюков и з городовых войсковых людей, в Батурине бывших, на потом пощажены и свободно в домы, по Указу Царского Пресветлого Величества, от князя, Его Милости, Меншикова, отпущены».
Многие дошедшие до нас летописи упоминают батуринские события. Так, Лизогубовская летопись гласит:

Тогожъ года Ноемврія 1 дня Батуринъ Меншиковъ князь Александръ съ войскомъ великороссійскимъ спалилъ и вырубалъ, где были сердюки и охочекоммоніе козаки и надъ ними былъ полковникъ Чечель, который увойшелъ отъ меча хотя былъ, однакъ кумъ его, въ селѣ Обмочевкѣ, когда онъ утѣкалъ и забѣглъ верхомъ обогрѣтисъ, понеже ввесь обмокъ, да заснулъ на печи, то кумъ пошелъ, ознаймилъ войту и прочимъ и такъ взяли его и поймали и отдали великороссіянамъ; потомъ голову ему въ Глуховѣ утято. Такоже Филипу, реенту пѣвчихъ, въ Батуринѣ взятому, утято голову въ Глуховѣ и на спицахъ желѣзныхъ на глаголяхъ на площади въ самомъ городи заткнено; и ещё войта Шептаковского тамъ же голова. А Фидрику, надъ пушкарями командиру, новокрещеному изъ иноземцовъ, взятому въ Батуринѣ — перво очи выбрано, послѣ въ Сумахъ, слободскомъ городѣ, голову усѣчено и на столпѣ каменномъ такожъ на шпицу желѣзную воткнено въ самомъ городѣ. Много тамъ людей пропало отъ меча, понеже збѣгъ былъ отъ всѣхъ селъ; однакъ за вытрубленіемъ не мертвить, много ещё явилося у князя Меншикова, который дать велѣлъ имъ писаніе, чтобъ никто ихъ не занималъ; — многожъ въ Сеймѣ потонуло людей, утекаючи чрезъ ледъ ещё не крѣпкій, много и погорѣло, крившихся по хоромахъ, въ ліохахъ, въ погребахъ, въ ямахъ, где паче подушилися, а на хоромахъ погорѣли, ибо, хотя и вытрубленіе було престать отъ кровопролитія, однакъ выходящихъ отъ сокрытія войско заюшеное, а паче рядовые солдаты, понапившіеся (понеже вездѣ изобиліе было всякого напою) кололи людей и рубали, а для того боячися прочіе въ скрытыхъ мѣстахъ сидѣли, ажъ когда огонь обойшелъ ввесь городъ, и скрытыи пострадалы; мало еднакъ отъ огня спаслося и только одна хатка, подъ самою стѣною вала отъ запада стоячая, уцѣлела неякогось старушка; церьковъ же въ замку деревянная сгорѣла, въ городѣ Тройцы Святой каменная, верхами и работою внутрь огорѣла, а церковь Николая каменная недороблена была и уже отъ прошлого 708 года до 1742 пустый городъ и замокъ и церкви въ городѣ и на Гончаривцѣ были.

Лизогубовская летопись, как видно из вышеприведённой цитаты, упоминает о наличии на Сейме ледового покрова. Но если был ледовый покров, по которому можно перебегать реку, то не было плотов, что противоречит рассказам о «распятых на плотах». Владимир Коваленко и Сергей Павленко возражают против этого аргумента
Именно на Лизогубовскую летопись ссылается С. С. Лукашова, утверждая: «Жестокость, проявленная русской армией [при взятии Батурина], произвела большое впечатление на украинскую общественность, и даже наиболее лояльные авторы были вынуждены оправдывать действия властей».
Черниговская летопись:

Гды пришол Меншиков под Батурин, давано огню з гармат велми з Батурина, але Меншиков не зараз добыл Батурина, но подержал первіе з милостивою государевою грамотою о здачи городе без противности и о цілости их здоров я с пожитками и як крайне не повинулися, тогда уже штурмовал и сплюндровал его огнём и мечем. А Чечеля, сотника Фридрика и Филипа, реента стартесного, который з дурачества бранил князя Меншикова, на стені градской побрал живцем; и в Глухові полковника Чечеля четвертовано, а другим головы поотрубано, а Фридрика в Конотопі колесовано для того, что за слабостию его не довезли в Глухов […] А крол шведский и Мазепа, з войском переправившися чрез Десну, пошли до Батурина ноеврия дня осмого и знашол его спаленого, крви людской в місті и на передмістю было полно калюжами. Ревно плакал по Батурині Мазепа…

Новгородская Третья Летопись:

Ятмана же Іоанна Мазепу великій государь повелѣ смертію казнити, и градъ его столный разори до основанія, и вся люди посече.

«Краткое летоизобразительное знаменитых и памяти достойных действ и случаев описание»:

Городъ Батуринъ войска государевы доставши, спалили и людей всѣхъ вырубали. Тогда зима прежестокая была: снѣги превеликіе и морозы такіе силные были, что и птицы мерзли.

Рукописный сборник XVIII века (из коллекции Михаила Погодина):

Люди в нём [Батурине] бывшие вырублены, церкви разорены, дома разграблены и сожжены.

«Краткая летопись Малыя России с 1506 по 1776 г.»:

Тогожъ [1708] году Князь Меншиковъ Батуринъ городъ огнемъ и мечемъ разорилъ.

Записки московского окольничего Ивана Желябужского:

И он [Меншиков] посылал к ним [сердюкам] многажды, чтоб город [Батурин] отперли. И они не послушали, и стали палить из пушек. И тот город взяли приступом, и вырубили, и выжгли.

«Журнал или поденная записка блаженныя и вечнодостойные памяти государя
императора Петра Великого с 1698 года даже до заключения Нейштатского мира»:

И первых воров полковника Чечеля и генерального есаула Кениксека с некоторыми их единомышленниками взяли, а прочих всех побили, и тот огород со всем сожгли и разорили до основания, где зело много изменника Мазепы богатства взяли.

Царь Пётр лично приказал уничтожить Батурин в письме от 5 ноября 1708 года:

Понеже после Крюкова от вас ни единой ведомости не имею уже третей день [о чем удивляюсь], и дошли ль мои писма, которыя к вам посланы, а имянно с Крюковым в тот же день, как он к нам приехал, с Сафоновым вчера. И паки подтвержаю оныя писма, что ежели держать Батурин, изволте так учинить, как писано к вам. Однакож то меня сумневает, что, когда мы скоро взяли, то Шведы також могут взять. И для того удобнее алтилерию вывести половину в Глухов, и другую в Севск, а Батурин в знак изменникам [понеже боронились] другим на приклад зжечь весь. И изволь управлятца, не мешкав, ибо н(еприятель) уже вчерась реку совсем перешел и сегодня, чаю, будет маршировать к вам.

Как передаёт С. Соловьёв, сам Меншиков в 1723 году, вспоминая о батуринских событиях, писал Петру:

…Ваше императорское величество изволил повелеть во взятьи оный город разорить и дабы никто в нем не жил; а ныне в предместье того города и в уезде живут, поселясь, всякого чина люди, а именно Чечеля, который во время измены Мазепиной был наказным гетманом и хотел с меня, живого, кожу содрать, жена его, и дети, и другие бывшие в измене с Мазепою.

Резиденция украинских гетманов была перенесена в Глухов.

### Версии событий в Батурине из украинских и иностранных источников
Согласно официально распространяемой на Украине версии событий, Меншиков, узнав о переходе Мазепы на шведскую сторону, воспользовался помощью прилукского полковника Ивана Носа, указавшего тайный ход, ворвался с войсками в резиденцию гетмана Мазепы — Батурин и сравнял её с землёй.

О событиях в Батурине приводятся сведения, изложенные в дневнике шамбеляна Карла XII Густава Адлерфельда:
Царь, желая отомстить Мазепе, против которого опубликовал грозный манифест, приказал Меншикову немедленно атаковать его столицу, пока шведы не прибыли на помощь. Меншиков напал на неё 3 ноября и взял. Потом отдал приказание замучить всех без различия возраста и пола, а после нечеловеческой резни силой вывел женщин, которые ещё оставались живы […] Он забрал оттуда тяжелые пушки, а было их около сорока. Также по-варварски разорил и сжег весь город и мельницы. Одна часть гарнизона счастливо перебралась через Сейм, но её командира поймали и замучили. Он был родом из пруссаков и звался Кенигсек…
11 ноября 1708 года об этом пишет и другой шведский очевидец Георг Нордберг. По его словам, русские взяли гетманскую столицу Батурин, которую за несколько дней до того полностью уничтожили; ограбили, что только могли, а бедных беззащитных жителей поубивали и в конце концов весь город сожгли.
Костомаров в исследовании «Мазепинцы» приводит показания челядника писаря Черниговского полка Булавки, Якова Кудина, относительно глуховского обывателя Даниила Таращенко, полученные на допросе в Лебедине в конце 1708 года: «…Приходит челядник Данилов и говорит: „Жители бегут, Москва везде грабит и наших людей разоряет“. Данило [Таращенко] на такую речь сказал: „Москва Батурин разорила и людей тамошних перебила, даже и малых детей не пощадила; за это и мы не зарекаемся в московской крови по колена бродить, потому что за разорение Батурина вся Украина встанет“».
Барон Давид Натаниэль фон Зильтман, прусский подполковник, генерал-адъютант, тайный государственный советник и представитель прусского короля Фридриха I при армии Карла XII, в своих записках отмечал:
«Маршрут проходил совсем близко от Батурина, я был в городе и видел руины. Не имея возможности сидеть в осаде и не желая оставлять противнику батуринское „гнездо измены“, Меншиков не только сжёг крепость, но и перебил большую часть гарнизона и жителей. Однако после двухчасового штурма из разорённого в страшной спешке Батурина всё-таки успела бежать не только часть населения, но и около одной тысячи мазепинского гарнизона».
Другой очевидец лейтенант фон Вайе писал: «8 ноября мы прошли до д. Атюша — 3 мили. Здесь получили весть, что неприятель уже захватил Батурин штурмом и сжёг его. Коменданта увезли в Конотоп и там колесовали, хотя он храбро держался и был немецким графом фон Кёнигсеком. 11 ноября мы прошли через опустошённый Батурин до д. Городище — 2 мили».
Запись шведского лейтенанта Р. Петре: 5 ноября (6 шв. ст.) «от д. Лукнов мы пошли к д. Атюша, где получили известие, что неприятель штурмом овладел городом Батурин, выграбил его, спалил и увёл в качестве пленных народ вместе с комендантом, превратив главный город Украины в пустыню и пепелище».
В путевом дневнике Й. М. Нурсберга было записано: «11 ноября. Деревня Городище у г. Батурина, который был резиденцией Мазепы в Казацкой стране, который к тому времени русские весь испепелили, как людей, так и город».
В автобиографических заметках Андерса Вестермана указано: «Когда мы вошли на Украину, 11 ноября мы миновали столицу гетмана Мазепы Батурин, который незадолго до этого был взят штурмом русскими, разорён и сожжён. В это время, в октябре, гетман присоединился к нам со своей свитой и прочими сопровождающими».
Оставивший подробные записи о войне на Гетманщине лейтенант И. М. Лют, колонна которого прошла через Тростянку в 12 км от Батурина, ни словом не обмолвился о его судьбе.
Подробное описание взятия Батурина дал Даниэль Дефо в книге «Достоверная история жизни и деяний Петра Алексеевича, нынешнего царя Московии, написанная британским офицером царской службы»:

Князь Меншиков пошёл на восточную сторону Украины с 24000 пехоты и 6000 кавалерии, чтобы заставить большую часть казаков той стороны вернуться к присяге и стал приближаться к Батурину, резиденции Мазепы, которую тот укрепил, насколько позволяло место и время. Мазепа во исполнение своего замысла, разместил там 6000 казаков, смелых, твердых и решительных людей, которые, кроме всего прочего, были очень хорошо снабжены всем необходимым для его обороны. Князь, несмотря ни на что, сразу подступил к замку и сходу тут же атаковал его в шведской манере. Он не мог терять времени, чтобы соблюдать все необходимые правила долгой осады. Соорудив с помощью множества людей за два дня три батареи, он открыл такой жестокий огонь, что за одну ночь и день пробил достаточную брешь. Её нельзя было назвать настоящей в полном инженерном смысле, но она позволяла начать штурм. Гарнизон защищал себя с большим упорством и перебил во рву множество московитов. Но русские всё напирали и, вдохновлённые присутствием своих командиров, впали в такую ярость, да к тому же были в таком количестве, что ворвались в замок с мечом в руках и перебили всех, как сказано выше, 6000 казаков-изменников, в куски, не дав никому из них пощады. Это было отчасти справедливым воздаянием не только к тем, кто пошёл на предательство и мятеж, но и как устрашение для остальных, кто показал некую склонность к мятежникам. Это же привело к разграблению замка солдатами.
На этом последствия экзекуции не окончились, она сильно устрашила других казаков поднимать бунт в пользу шведского короля, что было намерением всей их нации. Кроме того, она уменьшила армию шведского короля на 6000, а эти 6000 были частью тех 10000, что присоединились с их гетманом к шведам.

Меншиков, по словам шведского историка Фрикселя, автора «Истории жизни Карла XII», приказал распять трупы казаков на плотах и пустить их по реке Сейм, чтобы население Гетманщины увидело участь, постигшую Батурин.
По сведениям флотского инженера капитана Джона Перри, служившего в Петербурге и бывавшего при дворе Петра I, Меншиков «повесил губернатора и на городской стене посадил на кол нескольких лиц, а Г. Кенингсека (Koningseck), брата знаменитого польского посла того же имени, приказал подвергнуть жестоким мучениям, а потом повесить».
Научно-исследовательский институт казачества при Институте истории Украины НАН Украины, который проводил исследования французской прессы времён гетмана Мазепы, приводит следующие сведения. "Большое внимание событиям 1708—1709 годов уделила и французская пресса. «Mercure Historique et Politique» сразу же информирует своих читателей о том, что гетман принял протекцию шведского короля и просит того оборонять Украину.
Князь Меншиков по указанию русского царя Петра І приказал уничтожить гетманскую столицу Батурин и наказать всех её жителей. Заглавиями наподобие «Страшная резня», «Вся Украина в крови», «Женщины и дети на остриях сабель» изобиловали страницы ведущих газет Франции — «Gazette de France», «Paris Gazette», «Lettres Historique», «Mercure historique», «Clef du Cabinet». Они сообщают об этом так: «Страшный царь жаден к крови на Украине… Все обитатели Батурина невзирая на возраст и пол вырезаны, как приказывают нечеловеческие обычаи московитов»; «Вся Украина купается в крови. Меншиков показывает ужасы московского варварства».
Свидетельства о взятии Батурина находим и в путевом дневнике словацкого писателя Даниэла Крмана, который путешествовал по Украине вместе с Карлом XII: «Он [Батурин] был резиденцией воеводы Мазепы, который имел тут закопанные сокровища. Из-за коварства своего слуги он их потерял. Этот слуга имел чистые листы, скреплённые подписью и печатью своего господина. Таким образом он сфальсифицировал письмо, которое давало ему право вступить в городок и выполнить приказы своего господина. Когда слугу впустили, он напал на замок, взял его, сокровища забрал, а городок мечом и огнём опустошил. Приблизительно триста человек убежало через стены замка, но большинство было убито. Мы лишь увидели задымлённые мельницы, разваленные дома, человеческие трупы, которые были наполовину сожжены и окровавлены». Рассказ, очевидно, не заслуживает большого доверия — мифический «слуга», напавший на «замок» и опустошивший его, ничем не напоминает реального Меншикова.
Немецкий путешественник и дипломат Фридрих Христиан Вебер в 1720 г. писал в мемуарах: «Этот город [Батурин] имел когда-то величественный замок и прекрасную церковь и старые и ценные оборонительные стены. Но когда Мазепа покинул царя, князь Меншиков занял Батурин вооружённой рукой и сравнял чуть ли не целый город с землёй». Вебер, приехавший в Россию в 1714 г., не был непосредственным очевидцем описываемых событий, но общался со многими знающими людьми.
Как писал историк Александр Оглоблин, «прусский посол Кайзерлинг писал своему королю 28 (17) ноября 1708 г., что Меншиков в Батурине „alles massacriret… das Schloss und die Stadt geplündert mid nachmahls eingeäschert worden“ („всех вырезал… замок и город опустошил, а затем сжег дотла“ — Прим. пер.). Это же утверждает и английский посол Уитворт». Сергей Павленко опровергает последнее утверждение: «…Сообщение английского посла Чарльза Уитворта, который информировал из Москвы о потерях мирного населения в Батурине: „Зарезано жестоко шесть тысяч человек без оглядки на возраст и пол“. Лорд Чарльз Уитворт, выполнив посольскую миссию, опубликовал в Лондоне в 1710 году „Отчёт о России“, из которого узнаём о том, как „город Батурин немедленно был взят и сожжён, и более семи тысяч человек было убито независимо от возраста и пола“». Правда, «Отчёт о России» говорит не о семи, а о шести тысячах убитых, а в сообщении, переданном в Англию непосредственно после описываемых событий, Уитворт писал буквально следующее: «Едва овладев замком, московиты повесили Кенигсека, прочих же важнейших пленных отправили к царю; и в целом передают, что город был сожжён дотла, но об этом я точных сведений не имею». Также неизвестно, имеет ли в виду Уитворт потери только среди мирного населения (как утверждает Павленко) или же прибавляет к ним и потери среди военных. Кроме того, «Отчёт» Уитворта, хотя действительно написан в 1710 году, но впервые издан в Лондоне в 1758 году, уже после смерти автора.
О тотальном уничтожении, как показывает другой украинский исследователь Теодор Мацкив, упоминал английский посол не в Москве, а в Вене — Филипп Медоуз. Он писал в своём отчёте в Лондон: «Some few days after the General’s defection, and a train of Artillery, to Baturin, the place of General Mazeppa’s Residence, whither the General had sent six thousand of his Men for the security of his Estate; but the Prince made himself master of the Town, and put all he found in it to the edge of the sword» («Через несколько дней после отступничества генерала [так посол именует Мазепу] и артиллерийского обоза в Батурин генерал послал туда 6 тысяч своих людей ради безопасности своего имущества; но князь [Меншиков] сделался хозяином города [Батурина] и предал все, что обнаружил, мечу»). Сведения, полученные от Медоуза, были также опубликованы в официальном издании английского правительства «London Gazette», № 4502 от 30 декабря 1708.
Австрийская газета «Wiennerisches Diarium», № 566 от 2-4 января 1709 года писала, что русские опустошили и дотла сожгли Батурин. В выпуске № 564 от 26-28 декабря 1708 этой же газеты было сообщено (со ссылкой на польский источник от 20 декабря) о том, что в Батурине находилось 6 тысяч «сторонников Мазепы»; Меншиков, захватив город, истребил в нём всех без исключения.
Австрийский посол в Москве Отто Плейер в письме из Глухова, датированном 12 ноября 1708 года, сообщал, что Меншиков вырезал всех, кто находился в Батурине, поджёг и сравнял с землёй город, захватив 80 пушек.
С другой стороны, английская газета «The Daily Courant», № 2239 от 29 декабря 1708 сообщает об уничтожении 5-6 тысяч «восставших казаков» (rebellious Cossacks) и казни на колесе некоторых их предводителей («Prince Menzikof march’d with a Body of Troops to Baturni, the ordinary town of Residence of Mezappa; enter’d by Assalt; put to the Sword 5 or 6000 rebellious Cossacks, and caus’d some of the chief to be broken on the Wheel.»).
Источником расхождений между различными публикациями может служить то, что информация для национальных газет поставлялась посольствами. Одни газеты информировались посольствами при шведском дворе, другие — при дворе российском. Эта зависимость сообщений от местоположения источника легко прослеживается по коллекции цитат, собранной Теодором Мацькивом.

## Раскопки в Батурине
С 1995 года украинскими исследователями ведутся археологические раскопки в Батурине (Чернигово-Северская экспедиция Института археологии Национальной академии наук Украины и Черниговского педагогического университета имени Т. Г. Шевченко). В 2001 году к ним подключились канадские учёные. Спонсорами канадско-украинских исследований выступили Канадский институт украинских исследований (Canadian Institute of Ukrainian Studies (CIUS)) — «Программа Ковальских по изучению Восточной Украины» (Kowalsky Program for the Study of Eastern Ukraine), Американское научное общество имени Шевченко (Shevchenko Scientific Society of America), Папский институт средневековых исследований (PIMS) в Торонто и выступили спонсорами проекта. В 2003—2004 годах средства на проведение раскопок пожертвовал Центр украинских исторических исследований имени Петра Яцика (Peter Jacyk Centre for Ukrainian Historical Research). В 2005 году начал оказывать поддержку «Фонд Батурина», основанный в том же году Президентом Украины. Патроном и академическим советником является директор CIUS Зенон Когут. Вопросами финансирования и публикации результатов исследований занимается Мартин Димник из PIMS. Ответственный за проект от CIUS — Ph.D. (кандидат наук) Владимир Мезенцев из Торонтского университета. Возглавлял же экспедицию кандидат исторических наук, доцент и заведующий кафедрой истории и археологии Украины исторического факультета Черниговского государственного педагогического университета имени Т. Г. Шевченко Владимир Коваленко.
В 2005 году в раскопках участвовали 150 студентов и учёных из университетов Чернигова и Нежина и Киево-Могилянской академии. В 2006 году — 120 студентов и учёных из университетов и музеев-заповедников Киева, Чернигова, Глухова, Ровно, Батурина и университета г. Грац (Австрия).
В 2001—2004 годах исследователи раскопали возведённый в стиле казацкого барокко дворец гетманов Демьяна Многогрешного и Ивана Самойловича, который был сожжён в 1708 году. Раскопаны фундамент и некрополь деревянной церкви Воскресения. В 2005 году началось исследование дворца Мазепы, который был построен в стиле итальянского барокко с элементами барокко украинского. Со времени разграбления дворца в 1708 году он был заброшен и в конце концов превратился в руины. Были обнаружены кладбище и часть фундамента основанного Мазепой главного храма города — собора Святой Троицы (Троицкого собора), также разрушенного при взятии Батурина. Это была одна из крупнейших церквей в казацком государстве: раскопки 2007 года показали, что храм имел три нефа, три алтарных апсиды и пять или семь куполов, а его фасады, по мнению археологов, украшали барочные ордерные колонны или полуколонны на массивных подквадратных в плане пьедесталах. Исследованы также остатки многокамерного деревянного жилища представителя казацкой старшины, которое погибло в пожаре 1708 года.
Раскопки остатков укреплений цитадели крепости показали, что они состояли из двух рвов, валов с внутренними деревянными срубными конструкциями, бастионов, стен и башен из дубовых срубов, забитых глиной. Такие традиционные дерево-земляные казацкие оборонные сооружения, типичные для центральной Украины, лучше выдерживали пушечный обстрел, чем каменные или кирпичные стены. На территории крепости и цитадели открыта сеть подземных потайных ходов шириной 1,2 — 2,5 м и высотой 2 м. Батуринскую твердыню строили поэтапно местные мастера в целом согласно древним традициям. Лишь под влиянием раннемодерной европейской фортификации планирование напольных укреплений приблизили к полигональному и насыпали земляные фланкирующие фольверки. Вся крепость имеет площадь 26,4 га.
В пределах крепостных стен археологи раскопали остатки большого зернохранилища площадью более 100 м². Они считают, что это были государственные зерновые запасы для гарнизона на случай осады, которые были разграблены после взятия Батурина.
В 2005 году в бывшей крепости, среди прочего, обнаружены мушкетные и пистольные пули, ядро, картечь, наконечник копья. В одной из хозяйственных ям найден скелет юноши. Рядом лежал череп ещё одного убитого в 1708 году. В 2003 году возле церкви Воскресения раскопан старый колодец. На его дне лежали кости, вероятно, принадлежащие погибшим при взятии Батурина. Исследованы остатки 5 деревянных жилищ и 20 складов, по-видимому, сожжённых в 1708 году. Под руинами лежал скелет. В центральной части Троицкого собора обнаружили разрушенный и разграбленный склеп, где был захоронен какой-то уважаемый современник Мазепы, возможно, первый настоятель или благотворитель храма. Неподалёку от собора и на цитадели археологи исследовали остатки сожжённых деревянных жилищ гетманского периода. В подвале одного из них обнаружили скелеты двух убитых жителей. Во время земляных работ на южном предместье Батурина в 2007 г. нашли много костей (сохранилось семь черепов) взрослых и детей, которые, вероятно, погибли в результате штурма. Один из черепов раскроен почти пополам, а у второго пробит лоб. В 2009 году обнаружены ещё 4 скелета того времени — женщины, мужчины среднего возраста, юноши и подростка со смертельными проломами и прострелами черепов.
В 1996—2006 годах археологи обнаружили в Батурине 138 захоронений периода правления Ивана Мазепы. 65 из них принадлежат убитым во время взятия Батурина (преимущественно женщинам, детям и старикам). Так, в 17 из 33 раскопанных в 2005 году могил найдены скелеты женщин и детей, похороненных без положения в гроб и видимых признаков совершения христианского обряда; на Воскресенском кладбище более 90 % раскопанных захоронений содержали останки детей, около 10 % — женщин. В 2007—2009 годах экспедиция раскопала на кладбище Троицкого собора крепости 232 могилы; не менее 11 покойных были отнесены к жертвам 1708 года, в том числе это касается четырёх отрубленных голов, четырёх черепов с отбитой лицевой частью и двух черепов со следами ожогов. По мнению археолога Владимира Коваленко, данные археологических раскопок полностью подтверждают картину, которая вырисовывается на основе анализа письменных источников.

## Перезахоронение жертв Батуринской трагедии

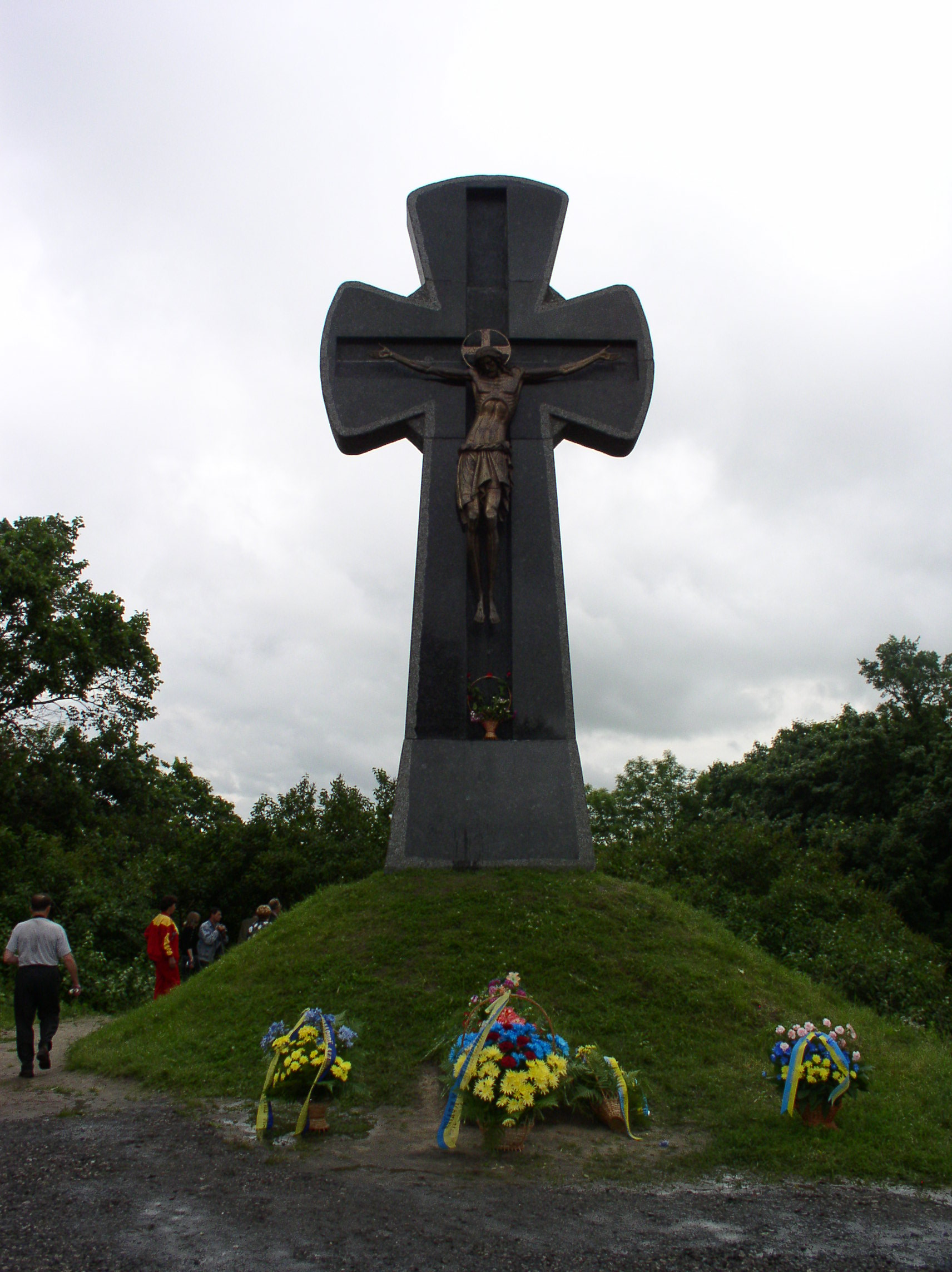
Памятник жертвам взятия Батурина, установленный правительством Украины в 2004 году

14 ноября 2008 года в Батурине состоялись мероприятия по перезахоронению жертв «Батуринской трагедии». Останки были перезахоронены во вновь построенной церкви Воскресения Господня на территории Цитадели Батуринской крепости, которую по приказу Меншикова сожгли российские войска после взятия города. Новый храм восстановлен по образцу православных украинских церквей конца XVII века мастерами Львовской области при содействии Харьковской облгосадминистрации. Специально под храмом устроена крипта, куда и были помещены останки жертв Батуринской трагедии. Чин освящения храма и молебен по жертвам трагедии провёл управляющий Черниговской епархией Украинской православной церкви Киевского патриархата епископ Черниговский и Нежинский Илларион.
В мероприятиях приняли участие министр культуры Украины Василий Вовкун, председатель Черниговской областной государственной администрации Владимир Хоменко, делегации районов области и регионов Украины, а также представители украинского казачества.

## Взятие Батурина в украинской культуре
Существует украинская народная песня «Дума Ивана Мазепы», воспевающая историю Украины тех лет .
Поэт Тарас Шевченко в поэме «Великий льох» («Большой погреб», 1845) целый раздел уделил событиям в Батурине
Взятию Батурина посвящены повесть Богдана Лепкого «Батурин» (1927) из первой книги исторической эпопеи «Мазепа» и роман Романа Иваничука «Орда» (1992), сборник поэзий Ивана Шкурая (Деснаша) «Батуринская голгофа».
Заняло оно своё место и в батуринских легендах: известны легенды о потерянных в Батурине сокровищах Мазепы, о предателе Иване Носе, о Меншикове и старушке.

## Значение в современной политической жизни Украины
Президент Украины Виктор Ющенко, будучи в Батурине[когда?], заявил: «Для меня Батуринская трагедия ассоциируется с Голодомором 30-х годов, и это аморально, что до сих пор нет ни одного памятника невинно убиенным».
21 ноября 2007 года президент Украины Виктор Ющенко подписал указ «О некоторых вопросах развития Национального историко-культурного заповедника „Гетманская столица“ и посёлка Батурин», которым предусмотрено сооружение Мемориального комплекса памяти жертв взятия Батурина.